# Grécia nos Jogos Olímpicos de Verão de 1936
A Grécia participou dos Jogos Olímpicos de Verão de 1936 em Berlim, na Africa do matue